# 高山苏门莎
高山苏门莎（学名：Sumatroscirpus paniculatocorymbosus）为莎草科苏门莎属下的一个种。